# Fenway Bowl
Le Fenway Bowl est un match annuel d'après-saison régulière de football américain de niveau universitaire (Division 1 NCAA Football Bowl Subdivision ou Div. 1 FBS ).
Le match devait avoir lieu au Fenway Park de Boston dans l'État du Massachusetts aux États-Unis. Organisé par ESPN Events et Fenway Sports Management (en), il aurait mis en présence des équipes issues de l'American Athletic Conference et de l'Atlantic Coast Conference. Il aurait été le 3e bowl universitaire à se jouer dans un stade de baseball après le Pinstripe Bowl au Yankee Stadium et le Guaranteed Rate Bowl au Chase Field,,.
La première édition aurait dû se jouer après la saison 2020 mais le match a été annulé le 23 octobre 2020 à la suite de la pandémie de Covid-19. Le report de la première édition après la saison 2021 est confirmé par les organisateurs la semaine suivante. Cependant, l'édition 2021, sponsorisée par la société Wasabi Technologies, est à nouveau annulée la veille du match toujours à la suite de la pandémie de Covid-19, les Cavaliers de la Virginie devant déclarer forfait, un trop grand nombre de ses joueurs étant contaminés par le virus.
La société Wasabi Technologies maintient son sponsoring pour la première édition qui a lieu au terme de la saison 2022.

## Palmares
| Saison | Date             | Vainqueur | Score                                                         | Perdant                                                       | Assistance                                   | Note                                         |
| ------ | ---------------- | --- | ------------------------------------------------------------- | ------------------------------------------------------------- | -------------------------------------------- | -------------------------------------------- |
| 2020   | décembre 2020    | Annulé à la suite de la pandémie de Covid-19                                                                 | Annulé à la suite de la pandémie de Covid-19                  | Annulé à la suite de la pandémie de Covid-19                  | Annulé à la suite de la pandémie de Covid-19 | Annulé à la suite de la pandémie de Covid-19 |
| 2021   | 29 décembre 2021 | Match opposant les Mustangs de SMU aux Cavaliers de la Virginie annulé à la suite de la pandémie de Covid-19 |                                                               |                                                               |                                              |                                              |
| 2022   | 17 décembre 2022 | Bearcats de Cincinnati (9-2) vs Cardinals de Louisville (7-5)                                                | Bearcats de Cincinnati (9-2) vs Cardinals de Louisville (7-5) | Bearcats de Cincinnati (9-2) vs Cardinals de Louisville (7-5) |                                              | Note                                         |

## Meilleurs joueurs du Bowl
| Saison | Joueur | Équipe | Poste |
| ------ | ------ | ------ | ----- |
| 2022   | ?      | ?      |       |

## Statistiques par Conférences
| Conférence | Gagné | Perdu | % |
| ---------- | ----- | ----- | - |
| AAC        |       |       |   |
| ACC        |       |       |   |

## Statistiques par Équipes
| Rang | Équipe | Apparition | G-P   |
| ---- | ------ | ---------- | ----- |
| 1    |        | 1          | 1 - 0 |
| 2    |        | 1          | 0 - 1 |

## Autre logo

Sans sponsor (2020)